# شقدف (حبيل جبر)

تعديل مصدري - تعديل

شقدف هي إحدى قرى عزلة حبيل جبر بمديرية حبيل جبر التابعة لمحافظة لحج، بلغ تعداد سكانها 88 نسمة حسب تعداد اليمن لعام 2004.